# 中電シーティーアイ
株式会社中電シーティーアイ（ちゅうでんシーティーアイ、ChudenCTI Co., Ltd.）は、愛知県名古屋市東区に本社を置く、中部電力グループのシステムインテグレーター（ユーザー系）である。

## 業務内容
中部電力100%出資の連結子会社であるため、主たる業務は中部電力情報システムの設計・開発構築・運用であるが、それ以外にはデータセンター業務や環境解析業務等を行っている 。

## 沿革
- 1978年（昭和53年）8月 - 中電コンピューターサービス株式会社が設立[4]。
- 1989年（平成元年）6月 - 株式会社コンピュータ・テクノロジー・インテグレイタが設立[4]。
- 1999年（平成11年）7月 - コンピュータ・テクノロジー・インテグレイタ株式会社が、株式会社シー ティー アイに商号を変更[4]。
- 2003年（平成15年）10月1日 - シー ティー アイと中電コンピューターサービスが合併し、株式会社中電シーティーアイとなる[4]。
- 2008年（平成20年）2月 - 中部電力の100%子会社となる[4]。
- 2012年（平成24年）8月 - グループIT基盤サービス開始[4]。
- 2013年（平成25年）10月 - 電子認証事業を終了[4]。
- 2015年（平成27年）
  - 5月 - データセンター新規運用開始[4]。
  - 7月 - マスコットキャラクター「イットちゃん」誕生[5]。
  - 10月 - 東京事務所を開設[4]。
- 2016年（平成28年）
  - 1月 - 小売電気事業者向けデータ連携ソフトウェア「PowerWatch LINK」販売開始[4]。
  - 8月 - 資本金を1億円に減資[4]。
  - 11月 - 超高速開発ツール「イットbuilder」販売開始[4]。
- 2017年（平成29年）
  - 中部電力向け「お客さまサービスシステム（CIS）」を全面運用開始
  - 配電盤運用管理ソフトウェア「PowerWatch Unity」を発売
  - （一財）関東電気保安協会「保安業務基幹システム」を運用開始
  - IPA産業セキュリティセンター（ICSCoE）「中核人材育成プログラム」に当社技術者が参加。
  - 一次地盤地震応答解析ソフトウェア「PowerWatch GRAND」を発売。
- 2018年（平成30年）
  - JERA「ITクライアント環境トータルサポートサービス（ITSS）」を業務開始
  - 「保安業務基幹システム開発プロジェクト」全国4協会（関東、中部、中国、北海道）向けの開発が完了

## 事業所
- アーバンネット名古屋ネクスタビル（本社）（愛知県名古屋市東区）[1]
- 正木ビル（愛知県名古屋市中区）[1]
- テレピアビル（愛知県名古屋市東区）[1]
- 稲永ビル（愛知県名古屋市港区）[1]
- 名駅南ビル（愛知県名古屋市中村区）[1]
- 東桜第一ビル（愛知県名古屋市東区）[1]
- 東京事務所（東京都中央区）[1]
- 浜岡事務所（静岡県御前崎市）[1]
- DPスクエア東桜（愛知県名古屋市東区)[1]

## 提供番組
- 中電シーティーアイ Welcome Generation（FM AICHIほか、一社提供）
- TODAY' SUPER CAST from NITech（ZIP-FM）
- おぎやはぎテラス　きょう、12時にどこ？（東海テレビ放送）
- 千原ジュニアの愛知あたりまえワールド（テレビ愛知）